# Јужна Суматра
Јужна Суматра (инд. Sumatera Selatan), једна је од 34 провинције Индонезије. Провинција се налази на острву Суматра на западу Индонезије. Покрива укупну површину од 91.592 км² и има 7.450.394 становника (2010).
Главни град провинције је град Палембанг.

## Демографија
Становништво чине: Малајци (31%), Јаванци (27%) и други. Доминантна религија је ислам (96%), хришћани (2%) и других.
| 1971.     | 1980.     | 1990.     | 1995.     | 2000.     | 2010.     |
| --------- | --------- | --------- | --------- | --------- | --------- |
| 3.440.573 | 4.629.801 | 6.363.074 | 7.207.545 | 6.899.675 | 7.450.394 |

## Галерија
- Мост у Палембангу
- Девојка у традиционалној одећи